# Mancagnes
 (août 2014).
Si vous disposez d'ouvrages ou d'articles de référence ou si vous connaissez des sites web de qualité traitant du thème abordé ici, merci de compléter l'article en donnant les références utiles à sa vérifiabilité et en les liant à la section « Notes et références ».
Cet article concerne le peuple mancagne. Pour la langue, voir mancagne (langue).
Les Mancagnes sont une population d'Afrique de l'Ouest vivant principalement en Guinée-Bissau, mais aussi au Sénégal et à un moindre degré en Gambie.

## Population
Selon le recensement de 1988 au Sénégal, les Mancagnes y étaient 23 180, sur une population totale estimée à 6 773 417 habitants, soit 0,3 %. D'après des chiffres de 2002, la population totale était de 68 955 personnes, dont 40 855 en Guinée-Bissau et 26 450 au Sénégal, soit moins de 1 % de la population de ce pays où ils sont surtout concentrés en Casamance.
Les témoignages des groupes ethniques qui ont toujours cohabité avec les Mancagnes, laissent des multiples appréciations sur ces derniers. Les Manjaques parlent d’un groupe qui leur était rattaché autrefois et avec lequel ils s’étaient séparés, à la suite d'un désaccord. L’idée séparation spéciale comme l’unique cause de la différenciation des langues et de quelques exigences coutumières, est le plus souvent avancée. 
Les Pepels, peu nombreux au Sénégal et en nombre important par rapport aux Mancagnes, en Guinée-Bissau, possèdent de nombreuses similitudes culturelles avec les Mancagnes. Les Pepels pensent que ces ressemblances trouvent leur explication dans une cohabitation historique en Guinée Bissau. Cependant, aucune idée de domination d’un groupe sur l’autre n’est mentionnée, la cohabitation étant pacifique.
Les Balantes ressemblent aux Mancagnes par l’organisation sociale et par plusieurs rituels traditionnels.
Les Diolas, majoritaires en Casamance, par rapport aux autres ethnies précitées, ont aussi cohabité avec les Mancagnes à Ziguinchor, Sedhiou et dans de nombreux villages. Pour bon nombre de Diolas, les Mancagnes sont un peuple conservateur. L’observation des cultes et coutumes Diolas nous montre combien eux-mêmes sont concernés par cette critique compliment. En effet, connaître et vivre sa tradition est devenu très difficile et par conséquent, se présente comme un atout pour tout africain face à la mondialisation actuelle. En résumé, les Mancagnes ont toujours vécu avec ces différentes ethnies, que ce soit en Guinée-Bissau ou au Sénégal.
Cependant, d’autres groupes ethniques sont mentionnés par les Mancagnes eux-mêmes comme ayant une forte influence dans leur histoire. Il s’agit des Peuls appelés (Ba Fula) et les Mandingues appelés (Ba Ndiga). Dans l’état actuel de nos connaissances, aucune des deux traditions ne corrobore l’idée de quelconques rapports directs avec les Mancagnes. Cependant l’existence de rapports conflictuels et de cohabitations difficiles avec Peuls, comme le rapporte la tradition Mancagne, semble être confirmée par plusieurs sources.
Que disent les Mancagnes à propos de leur origine ?
Plusieurs thèses sont développées, mais il importe de retenir que les Mancagnes sont une ethnie venue de l’est (par rapport à la Guinée-Bissau) pour d’aucuns. D’autres parlent d’un pays lointain qui serait l’Égypte. Par une migration partie d’Égypte, ils auraient cheminé avec les peuls jusqu’en Guinée française à Duka (Duca) et Popodara (en Guinée-Conakry actuelle) en se séparant des Dogons. D’autres sources racontent que c’est de l’union de Peul et de Mandingue que serait né le Mancagne (Ibrahima, un prince peulh qui avait épousé une princesse mandingue du nom de M'bula d'où le nom Brame dérivé d'Ibrahima).
Aujourd’hui il est retenu que ce groupe (les Mancagnes) vient de l’est, a migré en laissant des traces et vestiges matériels à Duka (aussi en Guinée Conakry) et Popodara, avant de s’installer à Bula (en Guinée-Bissau actuelle). Les études menées sur les Mancagnes révèlent que ces derniers constituaient avec les Manjaques et les Pepels, le peuple Brame ou Buramo. Les Mancagnes, originaires de Bula, se désignent par Ba Hula. L’usage du nom Mancanha (donnant Mancagne en français) serait imposé par les colons portugais à la suite d'une consultation électorale qu’ils avaient organisée vers les années 1900. Ainsi le vainqueur de cette consultation, Mancanha, imposé comme chef par les portugais, donna son nom à tout le groupe.

### Intégration
D’après l’enquête démographique menée au Sénégal en 1960/1961, les Mancagnes étaient au nombre de cinq mille cent en Casamance, dont deux mille cent trente à Ziguinchor, sur une population de vingt huit mille cent trente quatre-vingt six personnes, soit 7,5 %. En 2005, ils constituaient 3 % de la population de la région de Ziguinchor; en 2002, moins de 0,12 % de la population sénégalaise. En Guinée Bissau, sur une population de un million cinq cent mille habitants en 2005, on comptait quarante mille Mancagnes. Alors qu’en Gambie, ils étaient, en 2001, estimés à mille deux cents personnes sur une population totale de 1 256 939 habitants. Bien qu’il soit minoritaire dans ces différents pays, le peuple mancagne a une facilité d’intégration et cela se traduit à travers une parfaite entente et un voisinage sans faiblesse, entre lui et les autres, qui aujourd’hui, sont vieux de plusieurs décennies.

### Milieu
Limité au nord par la Mauritanie, au sud par l’océan Atlantique, à l’est par la République de Guinée, ce monde recèle en son sein une démographie et une hydrographie assez complexes. En Guinée-Bissau, on retrouve ce peuple dans des villages tels que Kechi, Lwanda, Santa Louisia, Bafata, Gabou et Bolama qui fut même selon certaines sources une ancienne capitale de peuple Mancagne. Aujourd’hui, la ville de Bula, un des anciens postes administratifs de Cacheu (ancienne province de la Guinée portugaise) constitue le centre historique et culturel des Mancagnes : ils la considèrent comme la Terre natale, Terre mère, La terre des ancêtres. Bula, ancien poste administratif, composé de soixante deux sites, est bordée au nord par le fleuve Mansoa, au sud par l’ile de Bissau, à l’est par les bras fluviaux de Bipo et Lache, à l’ouest par la région administrative de Peloundo. La région, elle-même, est traversée (fortement drainée) par une rivière. Ce qui fait constater à quel point cette région de Bula est arrosée par des cours d’eau.
Au Sénégal, on retrouve une partie de ce peuple Mancagne dans le monde rural en Moyenne et en Basse Casamance : Ziguinchor, Sédhiou, Niaguis. Mais au fil du temps, des centres urbains comme Dakar, Saint-Louis, Thiès, Kaolack, Kolda ont enregistré une croissance importante de la population Mancagne. En Gambie, on retrouve les Mancagnes à Banjul, à Sérékounda, Fajikuuda, localité ou leur présence est attestée depuis 1930.

## Liens de parenté avec les Manjaques et Pepels

### Origines et flux migratoires
Les Mancagnes sont une ethnie que l’on retrouve principalement au Sénégal du sud, plus précisément dans les régions administratives actuelles de Ziguinchor, Sédhiou et Kolda. L’installation de cette ethnie dans cette partie du Sénégal est le fruit d’un long flux migratoire dont l’origine la plus lointaine connue, d’après nos investigations, remonterait de l’actuelle Guinée-Conakry (Nord-est), dans le Fouta Djallon.
En effet, selon les témoignages de certains traditionalistes Mancagnes recueillis par les historiens Adolphe Minkilane et Nouha Cissé, dans le cadre des Journées culturelles Mancagnes (« P Kumel ») de 1996 organisées à Ziguinchor, les Mancagnes se seraient d’abord installés en Guinée-Conakry, exactement sur le territoire dénommé « Douka » (ou Duka) ; ledit territoire qu’ils vont plus tard quitter pour l’ouest de l’actuelle Guinée-Bissau, à cause certainement des attaques répétées de leurs voisins Peuls, très tôt convertis à l’Islam (XIXe siècle : en effet, c’est au cours de ce siècle que les Peuls, venus des régions périphériques et déjà convertis à l’Islam ont, d’abord, institué l’État théocratique du Fouta Djallon, puis, cherché à convertir les populations trouvées sur place. C’est ainsi que celles qui étaient hostiles à leur projet furent contraintes de quitter le territoire : Soussous rejetés vers la Côte sud-est de leur état, et certainement les Brâmes, vers la côte nord-ouest.
Cette thèse, on la retrouve, par exemple, chez Mirjana Trifkovic (1969), qui explique l’origine du premier nom des Mancagnes, c'est-à-dire « Brâme » et écrit : « Le premier terme Brame proviendrait de l’époque où les Mancagnes auraient été asservis par les Peuls du Fouta Djallon et auraient eu pour chef Ibrahima ». Par conséquent, le terme « Brâme » serait tout simplement la déformation de « Ibrahima » (d’abord Buramos puis Brâme).
Joao Vicente Dias (2005) abonde également dans le même sens, à propos de l’origine du nom « Brâme » qui, jusqu’à ce moment bien précis, continuait de désigner Mancagnes, Manjaques et Pepels. Selon lui, l’origine de « Brâme » proviendrait de « Braima », qu’il voit comme une déformation mandingue du prénom « Ibrahima » que portait le Peul qui dirigeait les razzias contre les Brames. Donc, ce seraient les Mandingues (l’empire du Mali qui venait jusqu’à faire frontière avec l’État Peul) qui utilisaient ce nom pour désigner ceux qui ne voulaient pas se convertir à l’Islam et qui furent en train de chercher un nouveau territoire, en l’occurrence les Brâmes authentiques.
En Guinée-Bissau, les Mancagnes, après un périple est-ouest, se seraient finalement installés dans la partie orientale de la circonscription administrative de Cacheu, c'est-à-dire sur la région (en terme géographique) de Boula (un territoire de 400 m2). Et dans cette région, on les retrouve précisément dans les trois sous postes administratifs, car en dehors de Boula, où ils constituent incontestablement la population protohistorique, on les retrouve aussi à Co et à Jol. Déjà en 1950 (Trifkovic, 1969), ils se répartissaient comme suit sur ces trois territoires : Boula, 75,1 % de la population ; Co 37 % de la population et Jol 7,2 % de celle-ci.
Ensuite, de cette région admise aujourd’hui comme leur « territoire historique », les Mancagnes se seraient dispersés dans la Guinée-Bissau et le Sénégal actuels. Ainsi, en Guinée Bissau leurs cibles seraient :
- les Iles de Bissau et de Bolama, à l’ouest,
- Farim, au Nord et Sao- Domingos au nord-ouest ;
- Foulacounda au sud-ouest.

Au Sénégal, ils se seraient dirigés vers la Casamance, principalement vers les départements de Ziguinchor et Sédhiou, où ils sont aujourd’hui incontestablement plus présents. En 1965-1966, on dénombrait déjà respectivement à Ziguinchor et à Sédhiou, 3 145 (sur une population totale de 34 749, soit un peu plus de 9 %) et 1 951 (sur une population totale de 120 581 soit 1,6 %) mancagnes.
Cette première vague de migration intérieure serait en grande partie due à la culture de l’arachide, introduite par les occidentaux en Guinée-Bissau et au Sénégal (première moitié du XIXe siècle) et qui aurait attisé les convoitises des mancagnes.
Aujourd’hui, les Mancagnes disposent d’un ancrage territorial notable sur les deux pays cités. Si nous nous intéressons uniquement à leur présence sur le territoire sénégalais (départements de Ziguinchor et actuelle région de Sédhiou), nous pouvons citer quelques localités fortement imprégnées de leur présence.
À Sédhiou, on les retrouve surtout dans l’arrondissement de Diattacounda, mais également à Tanaff et à Djendé et dans les communes de Sédhiou et de Marsassoum. Dans le département de Ziguinchor, qui semble être leur bastion, on les retrouve surtout dans la commune de Ziguinchor (Tilène, Kansahoudy, Néma 1 et 2, Kenya, Kandialang, Halwar, Djibock..) et dans l’arrondissement de Niaguis, dans les villages et hameaux tels que Boutoute, Sône, Niaguis arrondissement ou Kayiiw, Adéane, Tambacoumba, Koundioundou, Mandina Mancagne, Kitor, St-louis Mancagne, Kantiène (orthographié aujourd'hui Kantène), Dakar-Banco, Petit Camp, Maroc, etc.
En 2002 (dernier recensement national), les Mancagnes représentaient 1 % de la population de la région de Ziguinchor et 1 % de l'ancienne région de Kolda. Après l’étape de la Guinée-Bissau et de la Casamance au sud du Sénégal, les Mancagnes ont continué leur flux migratoire, mais cette fois-ci vers les centres urbains du Nord, dont les principaux sont : Banjul et Serekunda (en Gambie) ; Nioro, Kaolack, Thiès, Sébikhotane-Pout, Mbour, Dakar, St Louis (au Nord Sénégal).
Les Mancagnes constituent ainsi une ethnie que l’on retrouve aujourd’hui essentiellement dans trois pays de l’Afrique de l’ouest que sont la Guinée-Bissau (3,3 % de la population sur les 1 500 000 habitants), le Sénégal (0,68 % sur les 9 956 202 habitants presque 10 millions) et la Gambie (nous ne disposons de leur part dans ce pays).

### Composition
Jusqu’à leur périple bissau-guinéen, les Mancagnes auraient constitué un même groupe et par conséquent parlaient la même langue (ou le même dialecte) ; mais avec leurs différents déplacements et leurs différents contacts avec d’autres ethnies, ils ont fini par se scinder en trois groupes, suivant qu’ils habitent les trois terroirs qui, aujourd’hui, forment leur territoire protohistorique : Bula, Co et Jol. Ainsi ceux qui habitent Bula sont appelés Ba Houlas (Déformation de Ba Boula), ceux qui habitent Co, Ba ouh (déformation de Ba Co) et ceux qui habitent Jol, Ba Jol.
Ba Houlas
Ils sont les plus nombreux et constituent probablement le « noyau original » du groupe, en ce sens que Bula est présentée comme la terre protohistorique des Mancagnes. D’ailleurs, Bula peut être considérée comme la capitale politique et culturelle des Mancagnes : lieu où se trouve le trône du roi, lieu où se tiennent l’une des plus grandes activités de la culture mancagne, le Katasa, etc. C’est à cause de cette importance numérique et de cette forte influence politico-culturelle que « Ba Houlas » ont tendance à confondre « Mancagne » et « Na houla » (le singulier) puisque la quasi-totalité des Mancagnes se définissent aujourd’hui seulement comme « Ba houlas » (les Ba Ouh, compris), ce qui semble exclure les autres du groupe. 
Ba Ouh
Ils sont légèrement différents des « Ba Houlas » par le parler. Et selon Mirjana Trifkovic (1969), cette différence résulterait de leur cohabitation avec le groupe Manjaque, à qui ils ont beaucoup emprunté lexicalement. Toutefois, ils sont plus tolérés dans le grand groupe « Ba houlas » (au cas où il renverrait par extension de sens à l’ensemble des Mancagnes). 
Ba Jol
Ils seraient issus de la triple cohabitation Mancagne, Manjaque et Balante sur le terroir de Jol où, du fait de leur nombre assez bas, ils ont été fortement influencés linguistiquement. En effet, les « Ba Jol » parlent un dialecte appelé « Brâme ou Mancagne de Jol ». Ce dialecte est par ailleurs plus proche du U houla (le parler des Ba Houha) que des deux autres ethnies (Manjaques et Balantes). Aujourd’hui encore en Guinée-Bissau, les Jol sont considérés comme des Mancagnes à part entière, comme l’attestent les documents officiels traitant les statistiques démographiques consultés (Mancanhas de Jol y sont appelés  : voir rapport Joao Vicente Dias, 2005).

### Mancagnes, Manjaques et Pepels
Jusqu’à leur périple dans le Fouta Djallon (XVIe siècle), Mancagnes, Manjaques et Pepels constituaient un seul et même groupe ethnique, à un moment donné appelé « Brâme » (on ignore encore leur nom avant l’arrivée des Peuls). Et aujourd’hui, ce fait historique semble être plus que démontré. 
Mirjana Trifkovic dans son ouvrage cité plus haut écrit : « Il paraît y avoir une ressemblance entre ces trois populations Mancagnes, Manjaques et Papels. Cette ressemblance ne paraît pas être une vue de l’esprit. Elle se reflète dans le parler, les coutumes, les institutions traditionnelles et religieuses et la vie matérielle (mode d’alimentation, d’habitation, procédés de culture). Tous les auteurs portugais et autres, dont nous avons pu consulter, sont formels sur ce point. Toutefois, nous ignorons les causes de l’éclatement de ce groupe autrefois homogène, ainsi que les circonstances dans lesquelles il se serait produit. Plusieurs hypothèses ont été émises sur ce point. L’une d’entre-elles mérite d’être mentionnée ici, notamment celle des luttes intestines, conséquences des rivalités entre les familles puissantes, qui aurait abouti à la dislocation définitive des Buramos ». 
Cette même hypothèse est retrouvée chez Joao Vicente Dias (2005) quand il explique l’origine du nom Brâme. Enfin sur le plan strictement linguistique, il semble que les affinités entre le Mancagne, le Manjaque et le Pepel transparaissent principalement dans « le fonctionnement des classificateurs nominaux, l’automatisme des systèmes d’accord respectifs et surtout dans le lexique. Les différences essentielles se situeraient au niveau du système verbal et de la construction génétive ». (Trifkovic, 1969). Ces différences résulteraient des contacts avec les autres groupes trouvés sur place.
Selon W.A. Wilson dans  Uma volta linguistico na Guine (1959), l’intervention automatique du système d’accord dans la construction génétique propre aux langues Bantoues, serait très rares dans les langues semi-bantoues parlées en Guinée portugaise. Or, Wilson précise que dans le groupe Mancagne, Manjaque et Pepel, c'est-à-dire autrefois appelé Brâme, le Mancagne semble être le seul à l’utiliser.
Donc, si l'on part du principe que les Brâmes (Mancagnes, Manjaques et Pepels) ont jusqu’à leur arrivée en Guinée-Bissau constitué un seul et même groupe et que, de surcroît, ils ont connu un long périple à partir du Fouta Djallon et que dans ce groupe les origines pourraient bien être Bantoues et que le Mancagne est considéré par les linguistes comme le sous-groupe qui semble le mieux dégager ces origines lointaines bantoues, on est tenté de conclure que celui-ci est le noyau central, et ce, malgré leur nombre aujourd'hui assez faible par rapport aux Manjaques et Papels (orthographe davantage utilisé en Guinée Bissau) ou Pepels ? (Hypothèse à vérifier)
Les brames authentiques en Guinée-Bissau (24,3 % de la population : source rapport de Joao Vicente Dias publié en 2005) se répartissent comme suit :
- Mancagne : 3,3 % (Mancanhas de Bula, Mancahnas de Co et Mancanhas de Jol) ;
- Manjaque (tous confondus) : 11 % ;
- Pepel ou Papel : 10 %.

Les Brâmes authentiques au Sénégal (source : Recensement Général de la Population et de l'Habitat de 2002):
- Mancagnes : environ 1 % (exactement 0,68 %) ;
- Manjacques : environ 3 % (2,8 % précisément) ;
- Pepels ou Papels : un pourcentage insignifiant et non déterminé dans les statistiques.

Si cette hypothèse se vérifie, il n’est donc pas surprenant, le fait que ce sont les Mancagnes, qui aujourd’hui dans ce groupe, essaient de reconquérir ce dernier nom qui les qualifier tous, en l’occurrence « Brâme ». Pour preuve, les Mancagnes se font de plus en plus appeler « Brames », que ce soit en Guinée Bissau (Joao Vicente Dias les appelle aussi ainsi dans son rapport), comme au Sénégal (Association Pkumel utilise ce nom).

## Patronymes
Quelques Patronymes : Bathé(Bathié), Moyou, Campal, Kantoussan, Nyouky, Niouky, Ndèye, Mansis, Badiane, Boissy, Bentaux, Kény, Mandiamy, Samy, Mandioubane, Diompy, Demba, Baloucoune, Sanka, Bampoky, Dionou, Manel, Jacky, Kabou, Kamfom, Kamony, Kankola, Malack, Malou, Mantane, Mansal, Minkilane, Mingou, Mbinky, Nadieline, Simpa, Dupa, Toupane, Mancabou, Ndecky, Kabatou, Kanialy, Nzalé ou Nzaly, Médou, Kayoungha, Kanfoudy, Kaly, Bampassy, Baraye, Badiette, Ndione, Namar, Naoukane, Pélou, Toupane, Dionou, Bakaly,Kamala, Catcheu, Mandine, Maneum, Ntab (ou Ntap), Naloukane, Dapa, Niaga, Koidy, Boucal, etc. issus de clans divers. 
En raison des origines bissau-guinéennes (territoire protohistorique), les patronymes à consonance portugaise n'y sont pas rares. Par exemple, on y trouve également (en Guinée-Bissau notamment) des Da-Sylva, Dacosta, Cabral, Delgado, Fonsaca, Pereira, etc. Ce phénomène a été favorisé par le besoin des populations Bissau-Guinéennes de se scolariser face à un colon portugais qui occidentalisait les noms de famille, surtout par rapport aux Mancagnes du Sénégal (Francophones) et de la Gambie (Anglophones) qui, pour la très grande majorité ont conservé leurs patronymes d'origine.